# Renault Access
Renault Access — низькорамні вантажні автомобілі, що вироблялися компанією Renault Trucks у 2010-2014.

## Опис
Renault Trucks та Dennis Eagle Ltd. в 2010 році підписали партнерську угоду про дистрибуцію спеціальних комунальних шасі з низьким входом в кабіну, які будуть називатися Access. Шасі, розроблені для установки на них сміттєзбиральних кузовів, замінять модель Puncher в гамі Renault Truck Distribution, приєднавшись до моделей Premium Distribution та Midlum. На нові вантажівки буде встановлюватися двигун DXi 7 відповідає нормам Euro 5 потужністю 270—310 к.с. Спочатку Access буде продаватися тільки у Франції, і лише пізніше стане доступний в інших європейських країнах. Англійська компанія Dennis Eagle Ltd. спеціалізується на виготовленні спеціальних сміттєвозів і має багатющий досвід в створенні шасі з низьким входом. Вироблені в Англії вантажівки Access будуть продаватися в Європі під брендом Renault Trucks. Обслуговування вантажівок також бере на себе фірма Renault Trucks. Renault Access випускається в двох версіях — 4х2 (повна маса 18-19 т) і 6х2/4 (повна маса 26 т) шириною 2.5 м, радіусом розвороту всього 6,6 м і доступний з короткою колісною базою 3250 мм (версія 4х2). Оператори, що працюють в міських центрах можуть як опцію замовляти «вузьку кабіну» шириною 2,29 м.